# بن بوردمن
بن بوردمن (انگلیسی: Ben Boardman؛ 28 April 1899 – ۱۹۶۸ (۶۸−۶۹ سال)) بازیکن فوتبال بود.